# Мебельные петли

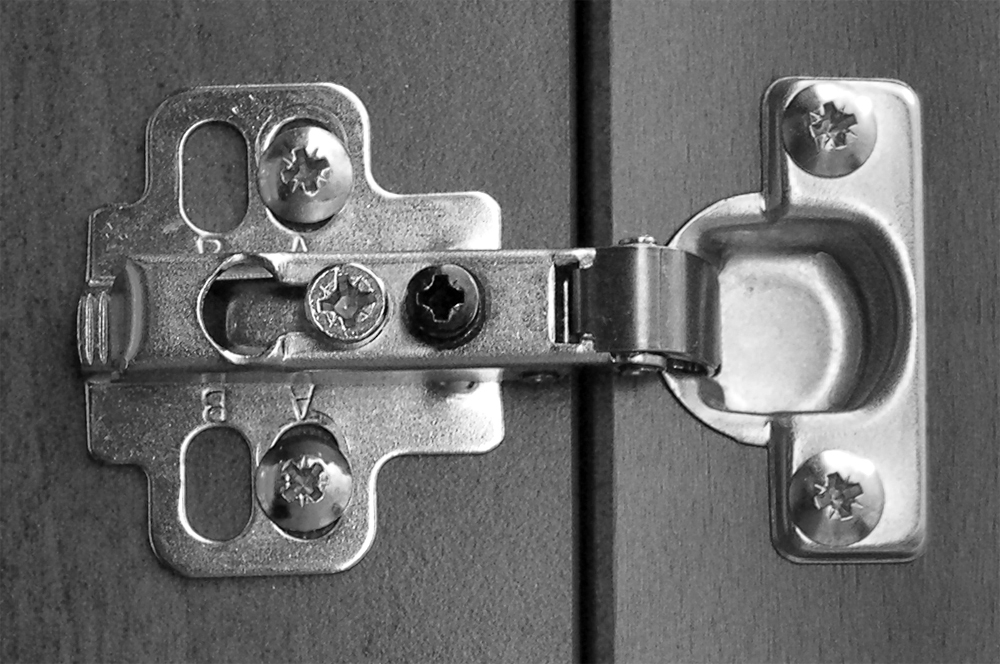
Установленная накладная четырёхшарнирная петля системы «Замочная скважина» на крестообразной монтажной планке.
В планке имеются две пары крепёжных отверстий (обозначены А и В) для возможности симметричного монтажа планок по разные стороны одной стенки (друг против друга). В этом случае для крепления каждой из двух планок используются диагонально расположенные отверстия в комбинации АВ и ВА

Мебельные петли — петли, дающие возможность открывания стенки корпуса мебели на определённый угол. 
Наиболее распространённым[где?] видом мебельных петель являются четырёхшарнирные петли.

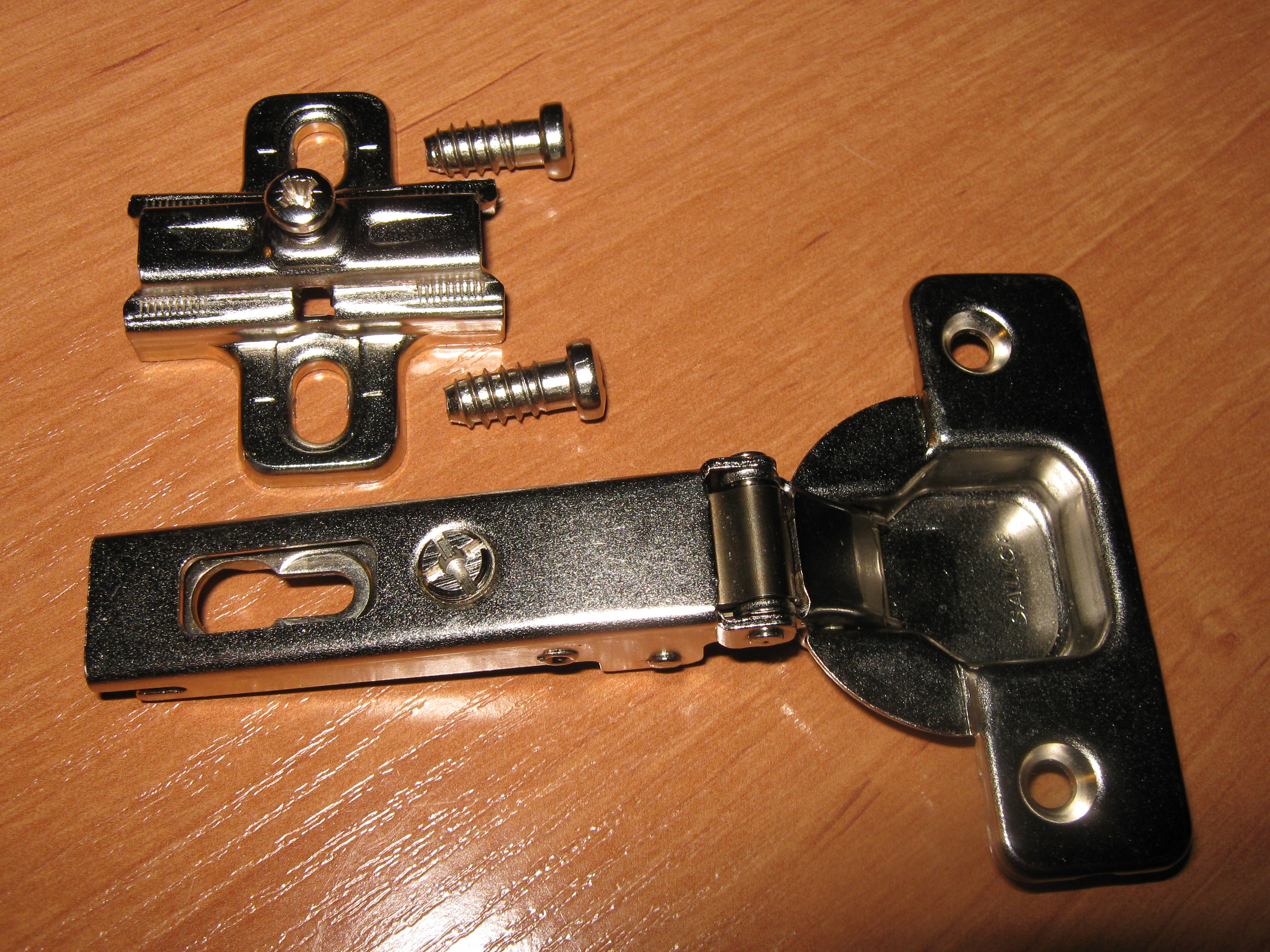
Накладная четырёхшарнирная петля системы «Замочная скважина» с крестообразной монтажной планкой. Для монтажной планки используются предустановленные специальные шурупы — евровинты

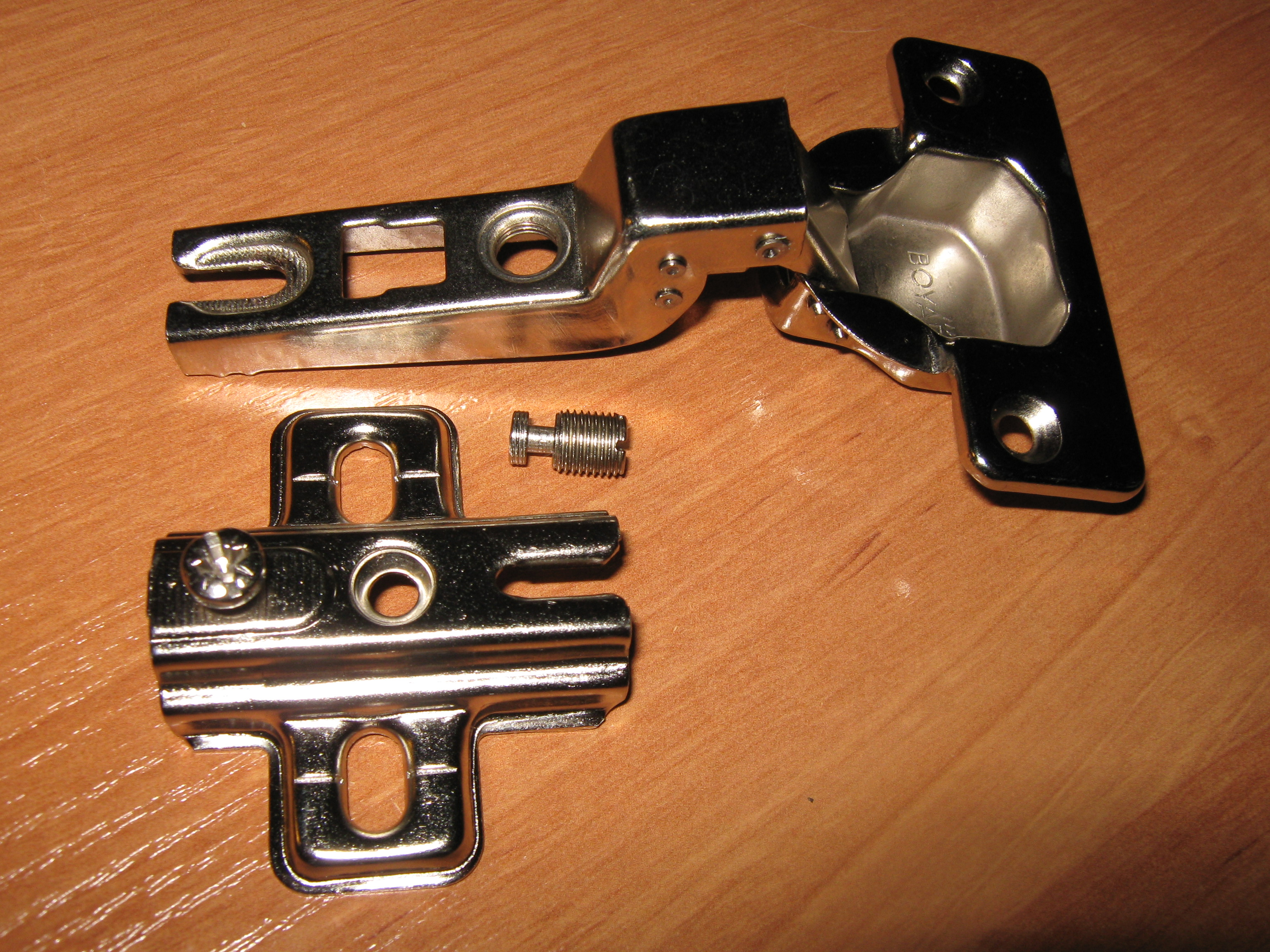
Полунакладная четырёхшарнирная петля надвижного монтажа с монтажной планкой

## История
Скрытая самозакрывающаяся мебельная петля была запатентована 22 февраля 1957 года итальянской фирмой Salice, названной по имени её основателя Артуро Саличе. Эта компания и по сей день производит и продаёт мебельные петли по всему миру. В настоящее время качественные мебельные петли производятся различными компаниями во многих странах мира. Качество и функциональные возможности мебельных петель неуклонно повышаются. Например, появились петли с функцией Soft-Close (беззвучным мягким закрыванием) со встроенным демпфером.

## Описание
Такие петли не видны снаружи. Как правило, в своей конструкции они имеют пружинный механизм, который удерживает створку в закрытом состоянии. Положение петли относительно монтажной планки регулируется двояко: наложением (влево-вправо) и глубиной (вперёд-назад). Монтажная планка позволяет также настраивать третье положение — по-вертикали (вверх-вниз).
Мебельные петли используются для навешивания створок из различных древесных материалов, а также створок с использованием алюминиевого профиля и створок из стекла.

## Конструкция
Петля состоит из трёх основных частей:
1. Основание (базета) — часть, которая прикрепляется к монтажной планке. Для корректировки степени наложения створки (влево-вправо) на основании петли имеется специальный регулировочный винт, который у петель системы Slide-on заводится в паз монтажной планки.
2. Четыре шарнира с пружинным механизмом — подвижная часть.
3. Чашка, вкладывающаяся в просверленное в створке отверстие.

### Отверстия для чашки
Стандартный размер чашки, высверливаемой в мебельных фасадах — два отверстия в створке диаметром 35 мм и глубиной 12—13 мм. Как правило, центр отверстия должен находиться на расстоянии 100 мм от верха или низа фасада и в 22 мм от его бока. Петли с чашкой для диаметра отверстия на 26 мм используются для навешивания небольших створок, лёгких рамочных створок из древесных материалов и створок из стекла. Ещё есть петли с чашкой для диаметра отверстия на 40 мм, отличающиеся минимальными значениями фуги, которые применяются для навешивания створок примерно до 43 мм толщиной.
Отверстия под чашку петли просверливаются свёрлами Форстнера.

#### Расстояние до чашки
Край отверстия в створке под чашку находится на расстоянии примерно 4—5 мм от края створки. Это значение называется расстоянием до чашки.

#### Крепёжные отверстия
Чашка петли закрепляется на створке с помощью двух крепёжных элементов, располагающихся по обе стороны от неё. Крепёжные отверстия для чашки находятся на одинаковом расстоянии от края створки.
Один и тот же вид петли может отличаться способом крепления чашки к деревянной створке: прикручивание на саморезы (диаметром 3,5—4,0 мм и длиной 13—16 мм), евровинты, монтаж способом запрессовки или монтаж без инструмента на муфты (для диаметра отверстий в створке на 8 или 10 мм).

#### Схемы отверстий
Крепёжные элементы для крепления чашки, даже одного и того же вида петли, могут располагаться на разных расстояниях относительно друг друга. Это необходимо учитывать, в случае предварительного просверливания в створке крепёжных отверстий для чашки. Существует несколько схем отверстий.
Схема выражается двумя числами (значения в миллиметрах), первое из которых показывает расстояние между центрами крепёжных отверстий, а второе — расстояние между центром отверстия для чашки и прямой, проходящей через центры крепёжных отверстий.
| Диаметр отверстия под чашку, мм | Основные схемы отверстий, мм | Основные схемы отверстий, мм | Основные схемы отверстий, мм |
| ------------------------------- | ---------------------------- | ---------------------------- | ---------------------------- |
| 35                              | 45 / 9,5                     | 48 / 6                       | 52 / 5,5                     |
| 26                              | 38 / 8                       | 38 / 7,5                     |                              |
| 40                              | 52 / 7,5                     | 52 / 5,5                     |                              |

### Монтажная планка
Монтажная (ответная) планка — деталь, которая крепится к стенке мебели. К монтажной планке присоединяется основание петли.
Стандартным видом планки является крестообразная монтажная планка. Её особенность заключается в наличии продолговатых крепёжных отверстий, которые позволяют регулировать положение планки по высоте в пределах около ±2 мм. Расстояние между центрами отверстий составляет 32 мм. Располагаются они вдоль кромки стенки, на которую крепится планка.
Для накладных и полунакладных петель, отверстия в стенке мебели для крестообразной монтажной планки делаются на расстоянии 37 мм от переднего края стенки.

#### Дистанция
Монтажные планки имеют разную дистанцию (высоту), означающую подъём основания петли над стенкой, на которую крепится монтажная планка. Примерные значения в мм: 0,1.5, 2, 3, 4 и др.
Дистанция, у накладных и полунакладных петель, влияет на степень наложения петельной части створки на торец боковой стенки, а у вкладных петель — на размер т. н. фуги (зазора) между торцом петельной части створки и боковой стенкой.

#### Крепёжные отверстия
Продолговатые отверстия, в одном и том же виде планки, могут отличаться своей шириной, в зависимости от используемых метизов:
- Шурупы диаметром 4 мм (длина 16 мм, с потайной головкой) / Саморезы диаметром 3,5 мм длиной 13мм
- евровинты или еврошурупы — шурупы диаметром 6,3 мм с тупым концом (длина 13 мм, с наружной головкой, под отверстие в стенке мебели диаметром 5 мм).

#### Способы крепления к монтажной планке
Петли могут прикрепляться к монтажной планке тремя основными способами:
- Надвижной монтаж (петля англ. Slide-on) — основной и самый недорогой вид конструкции. Основание петли прикрепляется к планке с помощью винта.
- Система «Замочная скважина» (Key-hole) — во время крепления, головка удерживающего петлю винта пропускается через отверстие в основании петли, похожее на замочную скважину.
- Быстрый монтаж (петля Clip-on) — петля, которая прикрепляется к монтажной планке и снимается с неё без использования винта и отвёртки.

### Наложение
Накладная
Наиболее распространённый вид петли. При использовании этой петли петельная часть створки в закрытом состоянии почти полностью накладывается на торец соседней стенки корпуса мебели.
Полунакладная
Петельная часть створки почти наполовину накладывается на торец соседней стенки, оставляя свободную часть торца для другой створки. Основание такой петли имеет изгиб.
Используется для навешивания смежных створок, когда хотя бы одна из них прикрепляется к стенке корпуса мебели, разделяющей ограничиваемое этими створками пространство.
Вкладная
Петельная часть створки упирается торцом в соседнюю стенку. Основание такой петли имеет больший изгиб, по сравнению с полунакладной петлёй.

### Угол установки
Стандартный угол между створкой и стенкой, к которой крепятся петли, равен 90° (прямой угол). Это значение берётся за начало отсчёта и является углом установки 0°. Отрицательный угол установки показывает — на сколько он уменьшен, положительный — на сколько увеличен. Примеры: −45°, −30°, 25°, 30°, 45°, 90° и др.

### Угол открывания
92°, 95°, 98°, 105°, 110°, 115°, 135°, 165° и др.

## Расчёт параметров
Для того, чтобы правильно установить петлю, необходимо воспользоваться специальными таблицами для расчёта минимальной фуги и дистанции монтажной планки. Эти таблицы находятся в документации петель для каждой их разновидности индивидуально.

### Минимальный зазор
Минимальный зазор (фуга) — минимально допустимое расстояние между торцом петельной части створки и соседними деталями мебели (другой створкой или стенкой). Этот зазор необходим для беспрепятственного открывания створки.
Расчёт минимального зазора необходим для подбора подходящей дистанции монтажной планки.
На минимальный зазор влияют два фактора:
- Радиус (закругление) на передней продольной кромке торца петельной части створки. Чем больше радиус, тем меньше минимальный зазор.
- Увеличение расстояния до чашки (влияние незначительно).

Таблица (образец) с примерными значениями для расчёта минимальной фуги на одну створку.
| Расстояние до чашки, мм | Толщина створки, мм  | Толщина створки, мм | Толщина створки, мм | Толщина створки, мм | Толщина створки, мм | Толщина створки, мм |
| Расстояние до чашки, мм | 16                   | 17                  | 18                  | 19                  | 20                  | 21                  |
| Расстояние до чашки, мм | Минимальная фуга, мм |                     |                     |                     |                     |                     |
| 3                       | 0,6                  | 0,8                 | 1,1                 | 1,5                 | 1,9                 | 2,4                 |
| 4                       | 0,5                  | 0,7                 | 1,0                 | 1,4                 | 1,8                 | 2,3                 |
| 5                       | 0,2                  | 0,4                 | 0,8                 | 1,3                 | 1,7                 | 2,2                 |
| 6                       | 0                    | 0,3                 | 0,7                 | 1,3                 | 1,6                 | 2,0                 |

Данные в таблице приведены для створок без радиуса. 
Радиус 1 мм уменьшает минимальную фугу на 0,4 мм, радиус 3 мм — на 1,2 мм, 4 мм — на 1,7 мм (значения вычисляются с помощью Теоремы Пифагора, с округлением до десятых долей мм).

### Дистанция

#### Накладная и полунакладная петля
Чтобы правильно рассчитать дистанцию монтажной планки для накладной и полунакладной петли, необходимо сначала узнать размер минимальной фуги, который вычитается из максимально возможного значения наложения петельной части створки на торец примыкающей стенки.
Таблица (образец) с примерными значениями для расчёта дистанции монтажной планки для накладной петли.
| Расстояние до чашки, мм | Наложение, мм | Наложение, мм | Наложение, мм |
| Расстояние до чашки, мм | 14            | 15            | 16            |
| Расстояние до чашки, мм | Дистанция, мм |               |               |
| 3                       | 3,5           | 2,5           | 1,5           |
| 4                       | 4,5           | 3,5           | 2,5           |
| 5                       | 5,5           | 4,5           | 3,5           |
| 6                       | 6,5           | 5,5           | 4,5           |

Пример расчёта для накладной петли:
- Толщина стенки (16 мм), на которую крепится створка — это максимальное расстояние наложения будет доступно для петельной части створки без учёта минимальной фуги.
- Берётся значение минимальной фуги (из таблицы).
- Из максимального значения наложения (16 мм) вычитается значение минимальной фуги.
- Полученное расстояние наложения используется для нахождения дистанции планки.

Таблица (образец) с примерными значениями для расчёта дистанции монтажной планки для полунакладной петли.
| Расстояние до чашки, мм | Наложение, мм | Наложение, мм | Наложение, мм |
| Расстояние до чашки, мм | 6             | 7             | 8             |
| Расстояние до чашки, мм | Дистанция, мм |               |               |
| 3                       | 2,0           | 1,0           | 0             |
| 4                       | 3,0           | 2,0           | 1,0           |
| 5                       | 4,0           | 3,0           | 2,0           |
| 6                       | 5,0           | 4,0           | 3,0           |

Пример расчёта для полунакладной петли (двух соседних створок):
- Толщина стенки (16 мм), на которую крепятся соседние створки делится пополам (8 мм) — это максимальное расстояние наложения будет доступно для петельной части каждой из створок без учёта минимальной фуги.
- Берётся значение минимальной фуги (из таблицы).
- Из максимального значения наложения (8 мм) вычитается значение минимальной фуги.
- Полученное расстояние наложения используется для нахождения дистанции планки.

В данном случае, общая минимальная фуга будет представлять собой сумму значений минимальных фуг для каждой из створок (двойное значение фуги), так как они могут открываться одновременно.

#### Вкладная петля
Для вкладной петли дистанция планки может рассчитываться несколько по иному, нежели для накладной и полунакладной петли — по аналогии с таблицей расчёта минимальной фуги, так как на дистанцию планки для вкладной петли влияет толщина створки.
Таблица (образец) с примерными значениями для расчёта дистанции монтажной планки для вкладной петли. Данные приведены уже с учётом минимальной фуги.
| Расстояние до чашки, мм | Толщина створки, мм | Толщина створки, мм | Толщина створки, мм | Толщина створки, мм | Толщина створки, мм | Толщина створки, мм |
| Расстояние до чашки, мм | 16                  | 17                  | 18                  | 19                  | 20                  | 21                  |
| Расстояние до чашки, мм | Дистанция, мм       |                     |                     |                     |                     |                     |
| 3                       | 2,1                 | 2,3                 | 2,6                 | 3,0                 | 3,4                 | 3,9                 |
| 4                       | 3,0                 | 3,2                 | 3,5                 | 3,9                 | 4,3                 | 4,8                 |
| 5                       | 3,7                 | 3,9                 | 4,3                 | 4,8                 | 5,2                 | 5,7                 |
| 6                       | 4,5                 | 4,8                 | 5,2                 | 5,8                 | 6,1                 | 6,5                 |

Если требуется специально увеличить фугу — сделать больше, чем уже есть минимальная фуга, то в этом случае дополнительное расстояние на столько же увеличивает и дистанцию планки, при одинаковом значении расстояния до чашки.
Корректировка дистанции (примерно ±2 мм) осуществляется регулировочным винтом бокового наложения, находящимся на основании петли.